# Rapanea borneensis
Rapanea borneensis là một loài thực vật có hoa trong họ Anh thảo. Loài này được (Scheff.) Mez miêu tả khoa học đầu tiên năm 1902.